# Sucre (Sucre)
Sucre é um município da Venezuela localizado no estado de Sucre.
A capital do município é a cidade de Cumaná.

## Prefeito
José Vicente Rangel Avalos (PSUV)
Mandato : 2017 - 2021 